# Eugeniusz Kwiatkowski

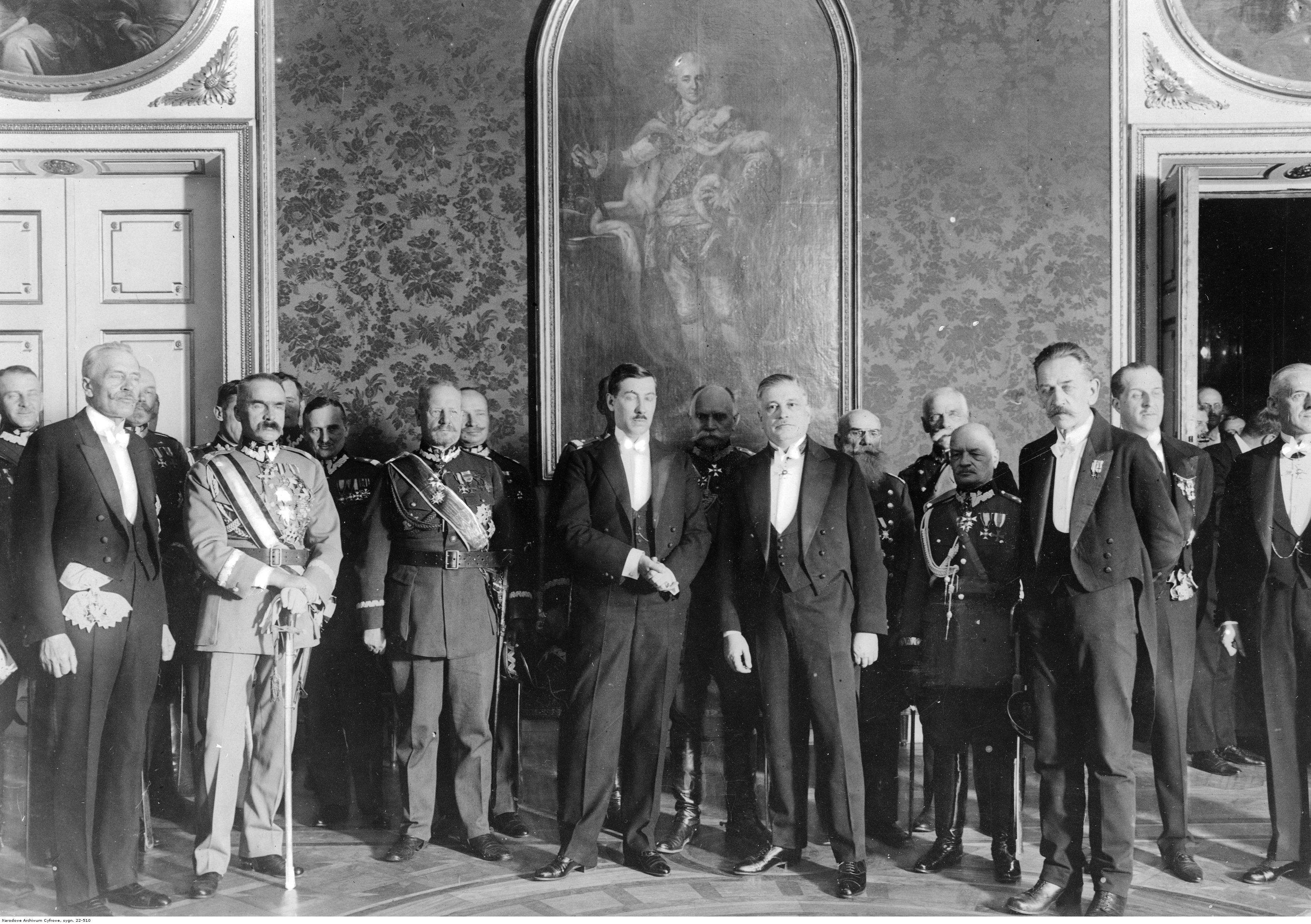
Eugeniusz Kwiatkowski (4. z lewej) w towarzystwie członków rządu i generalicji podczas przyjęcia noworocznego na Zamku Królewskim, druga połowa lat 20.

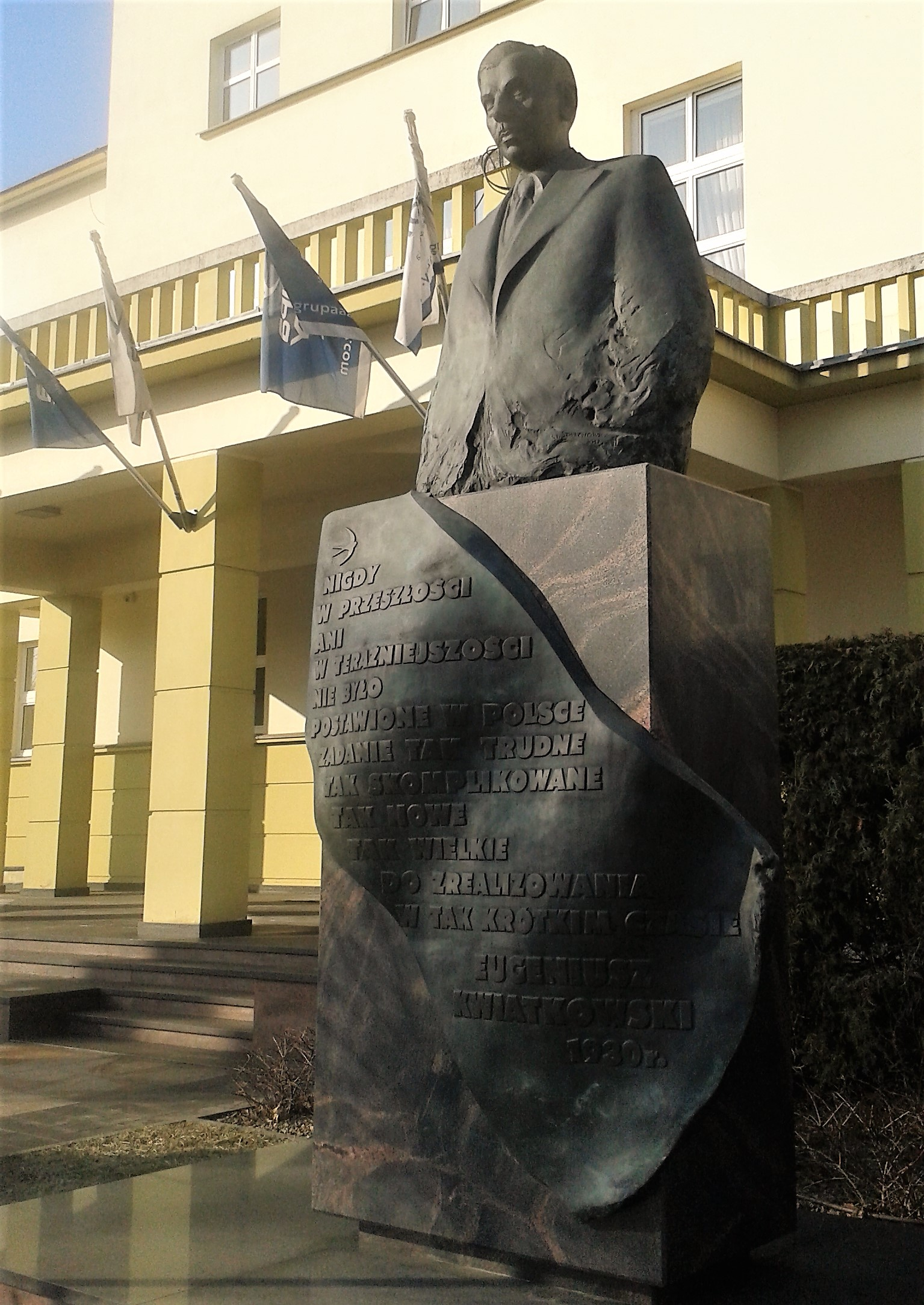
Pomnik E. Kwiatkowskiego przed siedzibą zakładów w Mościcach, którymi zarządzał w latach 1931–1935

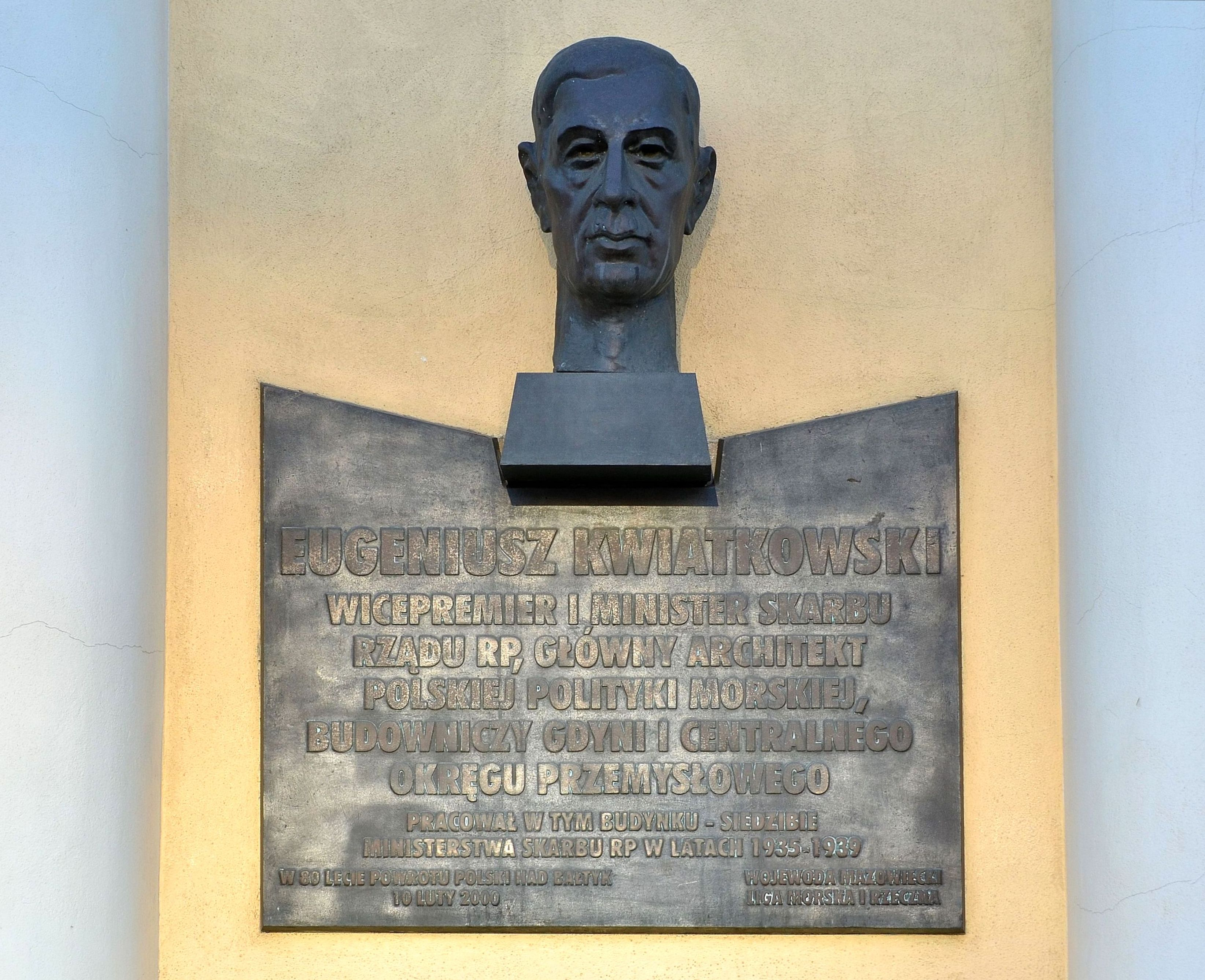
Tablica pamiątkowa na warszawskim pałacu Ministrów Skarbu

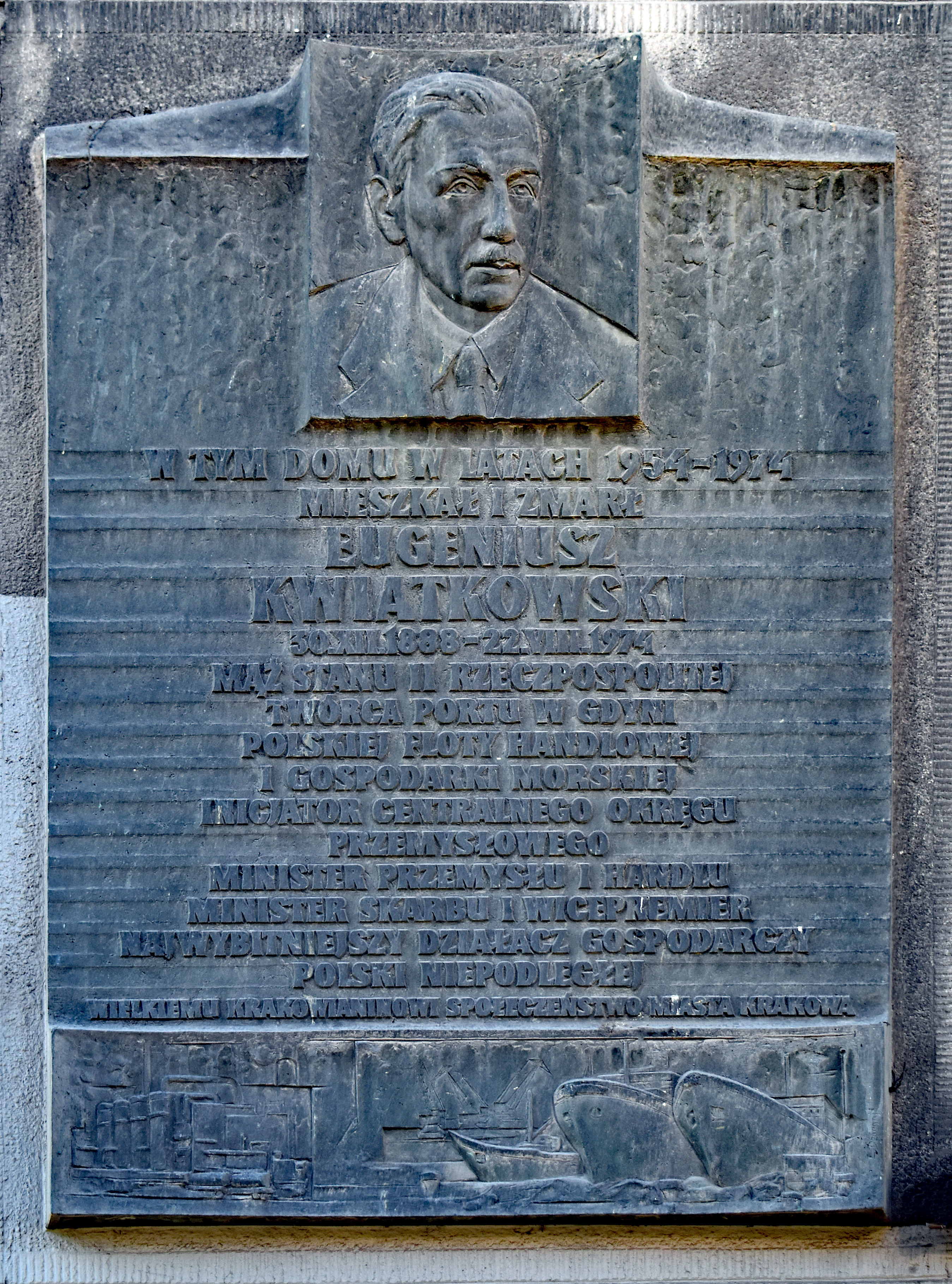
Tablica pamiątkowa na kamienicy przy al. Słowackiego 8 w Krakowie, w której mieszkał w latach 1954–1974

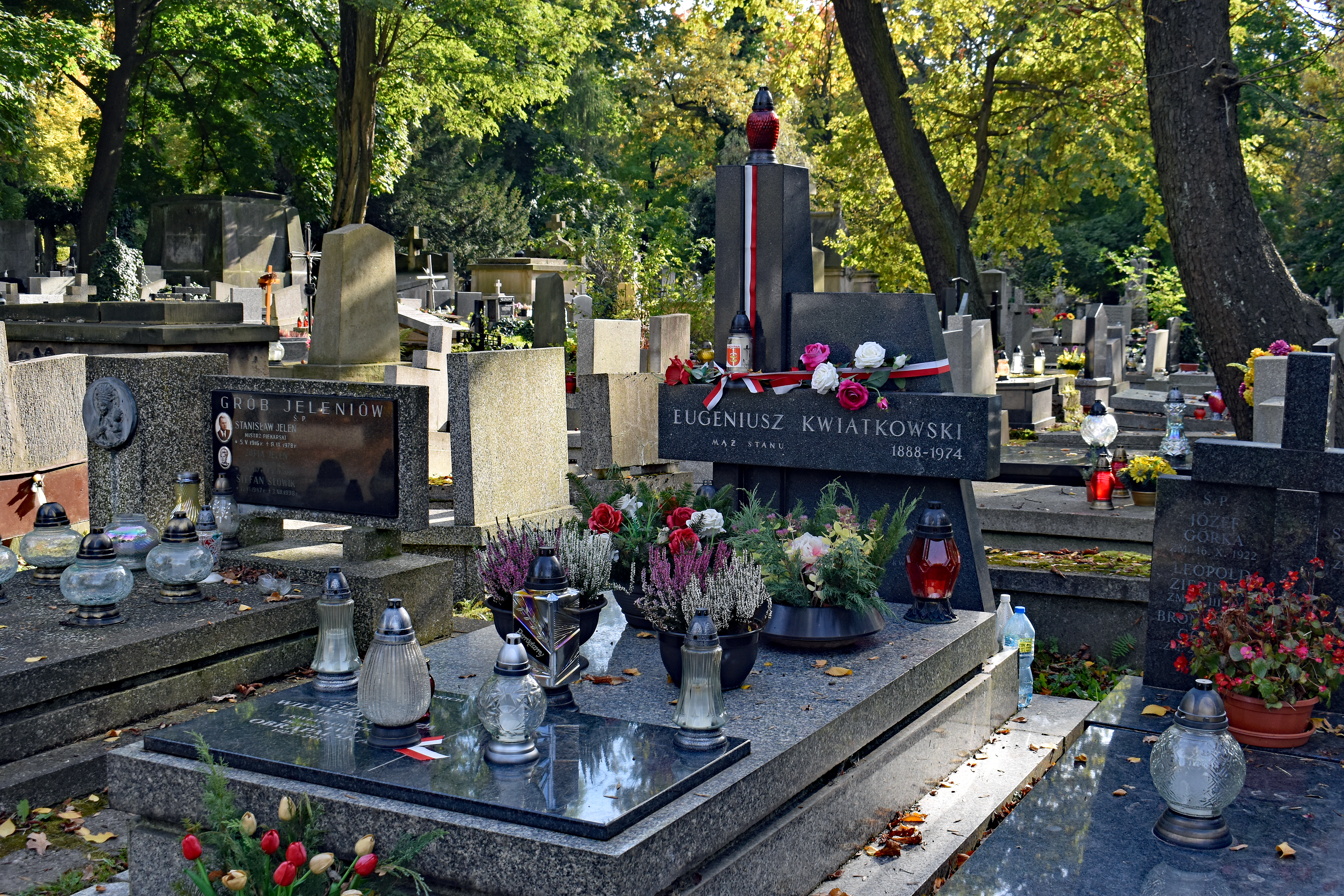
Grób Kwiatkowskiego na cmentarzu Rakowickim w Krakowie

Eugeniusz Felicjan Kwiatkowski (ur. 30 grudnia 1888 w Krakowie, zm. 22 sierpnia 1974 tamże) – polski chemik, wicepremier, minister przemysłu i handlu (1926–1930), minister skarbu (1935–1939) II Rzeczypospolitej. Pośmiertnie odznaczony Orderem Orła Białego.

## Życiorys
Kierował opracowaniem 4-letniego planu inwestycyjnego przewidującego rozbudowę infrastruktury, zwiększenie potencjału obronnego kraju, przygotowanie fundamentów dla przyszłej rozbudowy przemysłu, łącznie z aktywizacją Staropolskiego Okręgu Przemysłowego. Zainicjował budowę portu i miasta w Gdyni. Znacznie przyczynił się do powstania Stalowej Woli.
Wniósł znaczący wkład w rozwój polskiego przemysłu chemicznego: zakładów azotowych w Chorzowie i Tarnowie. Jak napisał Jan Nowak-Jeziorański, przyjaciel rodziny:
Przeszedł Kwiatkowski do historii jako twórca Gdyni, ale określenie to znacznie zawęża jego rolę. Polegała ona na ocaleniu i umocnieniu niezależności gospodarczej, bez której Polska nie mogła się ostać jako niepodległe Państwo.

### Dzieciństwo i młodość
Był synem Jana (1841–1902) i Wincentyny z Maszczyńskich (1864–1951). Ojciec – prawnik – był urzędnikiem kolei krakowskiej. Po odziedziczeniu majątku po bracie przeniósł się z rodziną do miejscowości Czernichowce pod Zbarażem, w której Eugeniusz spędził dzieciństwo wraz z rodzeństwem: Romanem (1885–1948), Janiną (1892–1994) i Zofią (1900–2000). W 1898 rozpoczął naukę w Gimnazjum Franciszka Józefa we Lwowie – nauka w tym czasie nie szła mu najlepiej. Od 1902 roku uczęszczał do Gimnazjum OO. Jezuitów w Bąkowicach pod Chyrowem. W 1907 otrzymał świadectwo dojrzałości. Po maturze, w latach 1907–1910, studiował na Wydziale Chemii Technicznej Politechniki Lwowskiej, gdzie nauka szła mu bardzo dobrze. Jednak w 1910 Eugeniusz na prośbę matki, która bała się aktywności politycznej i niepodległościowej syna, wyjechał na dalsze studia na wydziale chemicznym Kóniglich Bayerische Technische Hochschule w Monachium (1910–1912). W 1913 roku powrócił do Lwowa, w którym odbył praktykę w Gazowni Miejskiej. W okresie studiów we Lwowie związał się z młodzieżowymi organizacjami niepodległościowymi „Zet” i „Zarzewie”, a następnie był członkiem Polskich Drużyn Strzeleckich. Wstąpił też do Polskiego Związku Wojskowego.

### Wielka Wojna
W czasie I wojny światowej walczył w Legionie Wschodnim, po jego rozwiązaniu wrócił do Lublina. Następnie w 1916 r. wstąpił do Legionów Polskich zostając komisarzem werbunkowym. Od 1917 r. zajmował się pracą konspiracyjną w Polskiej Organizacji Wojskowej. W listopadzie 1918 r. uczestniczył w rozbrajaniu wojsk niemieckich w Łukowie. W odrodzonej Polsce wstąpił do Wojska Polskiego.
Jeszcze w trakcie wojny pełnił funkcję zastępcy dyrektora Gazowni Lubelskiej.

### II Rzeczpospolita
W odrodzonej ojczyźnie, w lutym 1919 r. rozpoczął pracę jako pracownik sekcji mechanicznej Ministerstwa Robót Publicznych. Rok później był członkiem Komisji Propagandowej Polskiego Komisariatu Plebiscytowego na Śląsku. W okresie wojny polsko-bolszewickiej pracował w sekcji chemicznej Głównego Urzędu Zaopatrzenia Armii przy Ministerstwie Spraw Wojskowych. W 1921 wystąpił z wojska w stopniu porucznika. Po demobilizacji zajął się działalnością naukową i publicystyczną. Publikował m.in. w „Robotach Publicznych” i „Przemyśle Chemicznym”. W tym samym roku, jako docent, wykładał chemię węgla kamiennego i gazu na Politechnice Warszawskiej.
Jako inżynier chemik, podjął pracę na stanowisku dyrektora technicznego w Państwowej Fabryce Związków Azotowych w (Starym) Chorzowie, której dyrektorem naczelnym był wówczas Ignacy Mościcki. W ciągu czterech lat doprowadził do rozkwitu fabryki, uprzednio pozbawionej przez Niemców dokumentacji i personelu technicznego. W latach 1924–1926 był prezesem Polskiego Stowarzyszenia Inżynierów i Techników Województwa Śląskiego, którego członkostwo honorowe otrzymał w roku 1928.
Po przewrocie majowym (1926) prezydent RP Ignacy Mościcki zarekomendował go na stanowisko ministra przemysłu i handlu w drugim rządzie Kazimierza Bartla, które to stanowisko piastował w latach 1926–1930. Jako minister za najważniejsze uznał równowagę budżetową oraz stabilizowanie złotego. Przyśpieszył rozbudowę portu w Gdyni, kończąc spór z budującym port konsorcjum polsko-francuskim, podpisując przy tym nową umowę. Uzyskał wsparcie od prezydenta Mościckiego, który 1 czerwca 1927 r. wydał rozporządzenie o poparciu rozbudowy miasta i portu, przy okazji oferując zwolnienia podatkowe dla przedsiębiorstw tam działających. Kwiatkowski przyczynił się też do powstania Państwowej Fabryki Związków Azotowych w Mościcach pod Tarnowem. Ponadto powołał Komisję Ankietową Badania Warunków i Kosztów Produkcji oraz Wymiany, a w 1928 r. Instytut Badania Koniunktur Gospodarczych i Cen.
Po dymisji rządu Józefa Piłsudskiego 4 grudnia 1930, kiedy nowym premierem został Walery Sławek, ten nie zaproponował Kwiatkowskiemu miejsca w rządzie. Po tej decyzji aż do 1935 roku pozostawał na marginesie życia politycznego. W 1931 roku zrezygnował z mandatu poselskiego w Sejmie Śląskim (który objął rok wcześniej z ramienia BBWR). W latach 1931–1935 był dyrektorem Państwowych Fabryk Związków Azotowych w Chorzowie i Mościcach.
Od października 1935 do 30 września 1939 pełnił funkcje wicepremiera i ministra skarbu w rządach: Mariana Zyndram-Kościałkowskiego i Felicjana Sławoja Składkowskiego.
Włączył się w działalność Obozu Zjednoczenia Narodowego.
Skalę problemów gospodarczych, z którymi miał się borykać, przedstawił w wystąpieniu sejmowym z 1935 roku, podczas którego stwierdzał: „Nasza struktura gospodarcza jest wyjątkowo niekorzystna (...). Wieś polska w XX w. powróciła prawie do gospodarki naturalnej. Szereg potrzeb wsi zaspakaja się w sposób anormalny i niezwykle prymitywny, zapałki dzieli się na części, wraca się do łuczywa, a transport pieszy i kołowy nawet na znaczne odległości przyszedł ponownie – po przerwie od końca XIX w. – do znaczenia”.
Jako minister doprowadził do zwiększania wpływów do budżetu państwa. Uprościł system podatkowy m.in. poprzez scalenie większości podatków bezpośrednich. Ponadto doprowadził do uchwalenia ustaw: o ulgach inwestycyjnych, która zakładała np. zwolnienie w zakresie podatków od nieruchomości, dochodowego, specjalnego od wynagrodzeń z funduszy itd., oraz ustawa o podatku obrotowym reformującą podatek przemysłowy i znosząca świadectwa przemysłowe. Kwiatkowski był twórcą Czteroletniego Planu Inwestycyjnego na lata 1936-1940. Od 1937 roku patronował Centralnemu Okręgowi Przemysłowemu, koncepcji autorstwa braci Kosieradzkich (Władysław Kosieradzki i Paweł Kosieradzki).
Opowiadał się za szybkim uprzemysłowieniem kraju i reformą rolną (zwolennik interwencjonizmu państwowego w dziedzinie cen płodów rolnych, oddłużania rolnictwa i inwestycji publicznych). Doceniał sukcesy radzieckiego planowania gospodarczego, jednocześnie podkreślając skalę prześladowań obywateli radzieckich. Był zwolennikiem równouprawnienia mniejszości narodowych w Polsce. W kręgach sanacyjnych był zwolennikiem dialogu z opozycją. Uważał, że bez porozumienia z silną w kraju opozycją nie można prowadzić aktywnej polityki gospodarczej. Pod pseudonimem umieszczał artykuły w opozycyjnym „Kurierze Warszawskim”. Działaczy opozycji zaprosił do udziału w tworzonym przez niego Obywatelskim Komitecie Pożyczki Obrony Narodowej. Udało mu się organizować spotkania przedstawicieli opozycji z prezydentem Mościckim. Jego starania o porozumienie i amnestię dla skazanych w procesie brzeskim nie przyniosły jednak rezultatów. Politycznie związany z tzw. „Zamkiem”, czyli obozem prezydenta Mościckiego pozostawał w konflikcie zarówno z Generalnym Inspektorem Sił Zbrojnych Edwardem Śmigłym-Rydzem (na tle niechęci do dewaluacji złotego) i z ministrem spraw zagranicznych Józefem Beckiem (na tle stosunku do polityki wobec III Rzeszy, której Kwiatkowski był stanowczym krytykiem).

### II wojna światowa i Polska Rzeczpospolita Ludowa
W obliczu klęski wrześniowej wraz z rządem opuścił Polskę 17 września 1939. W latach 1939–1945 internowany w Rumunii. Premier Władysław Sikorski odrzucił jego prośbę o przyjęcie w skład armii polskiej we Francji, motywując to jego osobistą odpowiedzialnością za klęskę 1939 roku jako członka władz przedwrześniowych.
8 lipca 1945 powrócił do kraju i w latach 1945–1948 był Delegatem Rządu dla Spraw Wybrzeża (jego zastępcą był Kazimierz Strzegocki). Krytykowany przez emigrację polityczną i opozycję w kraju. Zaangażował się w odbudowę gospodarki morskiej. W swoim przemówieniu z 1945 roku stwierdził: „Tu nad bałtyckim wybrzeżem ofiarowuje nam historia szanse, jakich nie mieliśmy od prawie pięciu wieków. Musimy więc skupić wszystkie siły i wszystkie uzdolnienia tkwiące w naszym narodzie, by te możliwości wyzyskać w całej pełni”. Utrzymywał poprawne stosunki z głównymi ówczesnymi politycznymi decydentami Bolesławem Bierutem i Władysławem Gomułką. Z sił politycznych popierał PPS, choć pozostał bezpartyjny. W latach 1947–1952 był posłem na Sejm Ustawodawczy. Krytykował m.in. zniesienie święta Konstytucji 3 Maja oraz późniejsze odebranie immunitetu poselskiego aresztowanemu Gomułce. Jednak na 98 posiedzeniu Sejmu Ustawodawczego – w trakcie którego odebrano Gomułce immunitet poselski – głosu nie zabierał.
W czasie pobytu na Wybrzeżu mieszkał w Sopocie, gdzie włączył się czynnie w działalność ZHP. Został przewodniczącym Zarządu Okręgu ZHP.
W 1948 roku został odsunięty od działalności publicznej i przeniesiony na przymusową emeryturę z administracyjnym zakazem pobytu na Wybrzeżu i w Warszawie. Zamieszkał w Krakowie. Po 1956 roku wrócił do aktywności i zajął się głównie pracą naukową z dziedzin chemii, ekonomii i historii. Zmarł 22 sierpnia 1974. Został pochowany na krakowskim cmentarzu Rakowickim (kwatera XIV B-płn-5) obok swojego syna (zginął w 1939 roku postrzelony przez pomyłkę przez współtowarzyszy z wojska). Na miejsce spoczynku odprowadził Eugeniusza Kwiatkowskiego ówczesny arcybiskup krakowski Karol Wojtyła.

## Twórca gospodarki morskiej
Eugeniusz Kwiatkowski w Gdyni jest traktowany jako jedna z bardziej zasłużonych postaci dla rozwoju miasta. Dzięki niemu budowa gdyńskiego portu, która początkowo prowadzona była dość ospale, w 1926 roku ruszyła w błyskawicznym tempie, a Gdynia stała się dla międzywojennej Polski „oknem na świat”. Poza budową portu przyczynił się do powstania polskiej floty handlowej, uwalniając Polskę od opłacania obcych armatorów. Jednocześnie z jego inicjatywy powstała Dalekomorska Flota Rybacka.

## Życie prywatne
Od 1913 r. jego żoną była Leokadia Glazer (1890–1977), bratanica bp Jakuba Glazera. Miał z nią czworo dzieci: syna zmarłego w niemowlęcym wieku, Jana (1914–1939), Annę (1918–2007) i Ewę (1925–2018).

## Okresy sprawowania urzędów

### Wicepremier
- 16.05.1936 – 30.09.1939[4]

### Minister Przemysłu i Handlu
- 8.06- 24.09.1926
- p.o. 24-27.09.1926
- 27-30.09.1926
- p.o. 30.09 – 2.10.1926
- 2.10.1926 – 27.06.1928
- 27.06.1928 – 13.04.1929
- p.o. 13-14.04.1929
- 14.04 – 7.12.1929
- p.o. 7-29.12.1929
- 29.12.1929 – 17.03.1930
- 17-29.03.1930
- 29.03 – 23.08.1930
- p.o. 23-25.08.1930
- 25.08 – 4.12.1930

### Minister Skarbu
- 13.10.1935 – 15.05.1936
- p.o. 15-16.05.1936
- 16.05.1936 – 30.09.1939

## Wybrane prace naukowe
Jest autorem szeregu prac ekonomicznych:
- „Zagadnienie przemysłu chemicznego na tle wielkiej wojny” (1923),
- „Postęp gospodarczy Polski” (1928),
- „Polska gospodarcza w roku 1928” (1928),
- „Powrót Polski nad Bałtyk” (1930),
- „Dysproporcje. Rzecz o Polsce przeszłej i obecnej” (1932).

W 2009 wydano „Archiwum Morskie Eugeniusza Kwiatkowskiego” (Wyższa Szkoła Administracji i Biznesu im. Eugeniusza Kwiatkowskiego w Gdyni, współpraca prof. Marian Marek Drozdowski).

## Ordery i odznaczenia
- Order Orła Białego (pośmiertnie, 11 listopada 1996)[14]
- Wielka Wstęga Orderu Odrodzenia Polski (9 listopada 1931)[15][16]
- Krzyż Komandorski z Gwiazdą Orderu Odrodzenia Polski (1972)[17]
- Krzyż Komandorski Orderu Odrodzenia Polski (19 lipca 1946)[18]
- Medal Niepodległości (20 grudnia 1932)[19][15]
- Odznaka honorowa „Zasłużony dla Województwa Podkarpackiego” (pośmiertnie)[20]
- Wielki Oficer Orderu Legii Honorowej (Francja)[15]
- Krzyż Wielki Orderu Gwiazdy Rumunii (Rumunia)[21]
- Krzyż Wielki Orderu Korony Rumunii (Rumunia)[15]
- Krzyż Wielki Orderu św. Sawy (Jugosławia)[15]
- Krzyż Wielki Orderu Trzech Gwiazd (Łotwa)[15]
- Krzyż Wielki z Łańcuchem Orderu Gwiazdy Polarnej (Szwecja)[15]
- Krzyż Wielki Orderu Świętego Olafa (Norwegia)[15]
- Krzyż Wielki Orderu Lwa Białego (Czechosłowacja)[15]
- Krzyż Wielki Orderu Danebroga (Dania)[15]
- Krzyż Wielki Orderu Feniksa (Grecja)[15]
- Krzyż Wielki Orderu Korony (Belgia)[15]
- Krzyż Wielki Orderu Zasługi (Węgry)[15]

## Wyróżnienia
Honorowe obywatelstwa
Eugeniusz Kwiatkowski otrzymał tytuły honorowego obywatelstwa Gdyni (1928), honorowego obywatelstwa Łukowa (23 czerwca 1938) honorowego obywatelstwa Przeworska (21 grudnia 1938), Lubaczowa (1939), Jarosławia, Gminy Frysztak, Gminy Szczawne, Rymanowa (14 stycznia 1939), honorowego obywatelstwa Sanoka (styczeń 1939), Jasła (31 stycznia 1939), gminy Bircza (pocz. 1939), gminy powiatu brzozowskiego (pocz. 1939), honorowego obywatelstwa Szczecina (1946) (jest to jedyne honorowe obywatelstwo Szczecina nadane w okresie Polski Ludowej, którego w 2017 nie odwołała rada tego miasta).
Inne
W lipcu 1939 zgłosił akces do Towarzystwa Popierania Budowy Publicznych Szkół Powszechnych i został wtedy członkiem dożywotnim tej organizacji.
19 sierpnia 1974 Uniwersytet Gdański przyznał Eugeniuszowi Kwiatkowskiemu tytuł doktora honoris causa za wkład w rozwój polskiej gospodarki morskiej oraz ogólnej teorii ekonomii.

## Upamiętnienie
Filmy biograficzne
- Eugeniusz Kwiatkowski. Mąż stanu, reżyseria: Mirosław Bork (2018)[33]
- U narodzin nowoczesności, realizacja: Sergiusz Sprudin (1984)[34]
- Kalendarium Historyczne. Wielcy, znani i nieznani – Eugeniusz Kwiatkowski, reżyseria: Lucyna Smolińska, Mieczysław Sroka (1978)[35]

Inne formy
Jego imię noszą:

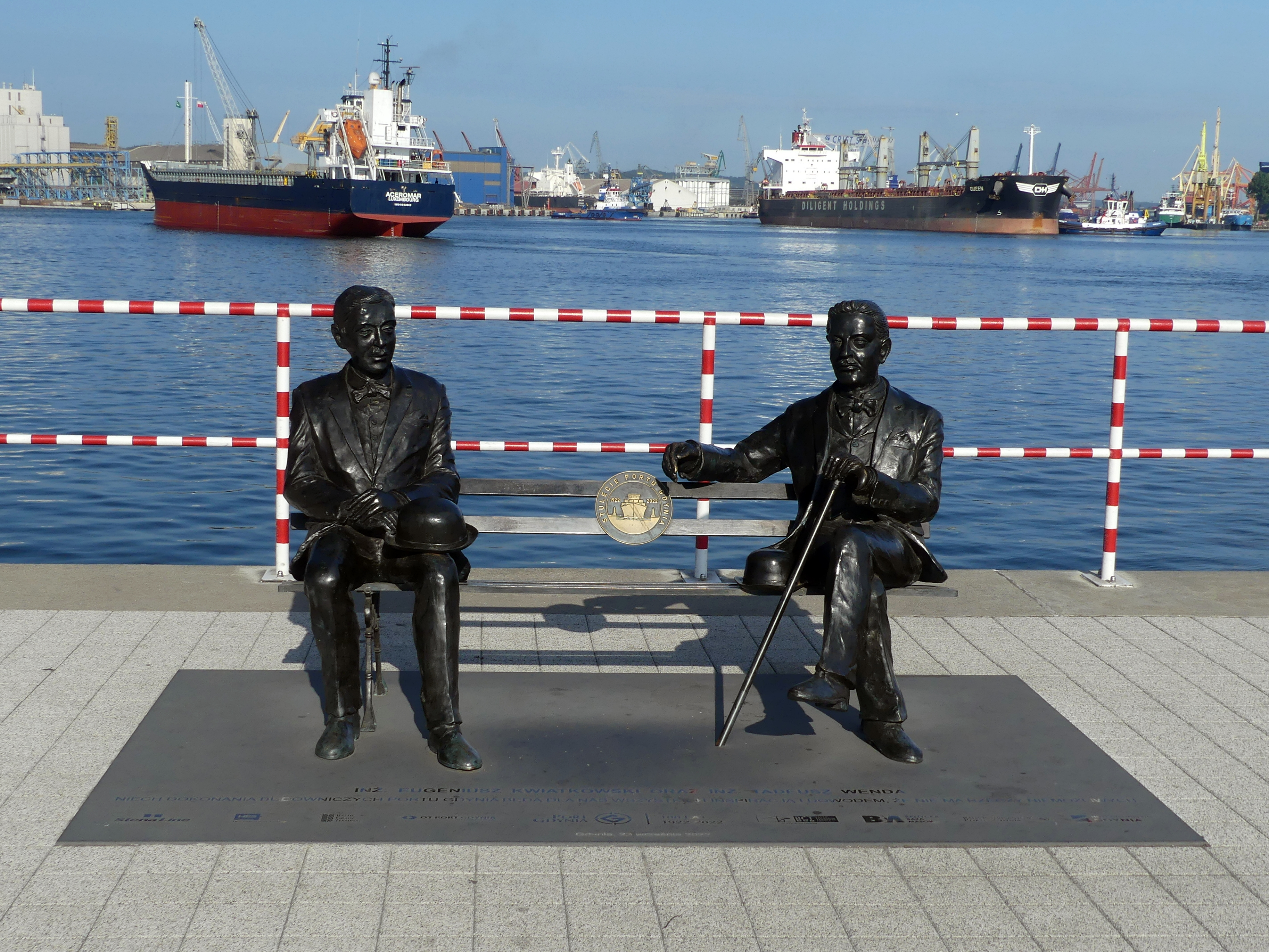
Pomnik ławeczka, port morski w Gdyni

- Trasa im. Eugeniusza Kwiatkowskiego w Gdyni
- liczne polskie szkoły:
  - Wyższa Szkoła Administracji i Biznesu w Gdyni im. Eugeniusza Kwiatkowskiego
  - Technikum nr 2 im. E. Kwiatkowskiego w Zespole Szkół Zawodowych nr 2 w Starachowicac
  - Zespół Szkół nr 2 im. E. Kwiatkowskiego w Dębicy
  - Szkoła Podstawowa nr 17 im. Eugeniusza Kwiatkowskiego w Tarnowie
  - Zespół Szkół Morskich im. Eugeniusza Kwiatkowskiego w Świnoujściu
  - Zespół Szkół nr 2 im. Eugeniusza Kwiatkowskiego w Nowej Dębie
- liczne polskie ulice i organizacje oraz nagrody i odznaczenia.

W Polsce Ludowej jego imieniem nazwano statek handlowy. Ponadto w szeregu polskich miast znajdują się jego pomniki i tablice pamiątkowe.
Uchwałą z 24 stycznia 2002 Sejm RP zdecydował o ustanowieniu roku 2002 Rokiem Eugeniusza Kwiatkowskiego.
Jego wizerunek znajduje się na 38. stronie polskich paszportów wydawanych od 5 listopada 2018 roku.